# Forinyák Géza
Forinyák Géza, teljes nevén: Forinyák Géza József János (Pest, 1841. szeptember 17. – Pest, 1860. április 2.) joghallgató, a magyar nemzeti függetlenség mártírja.

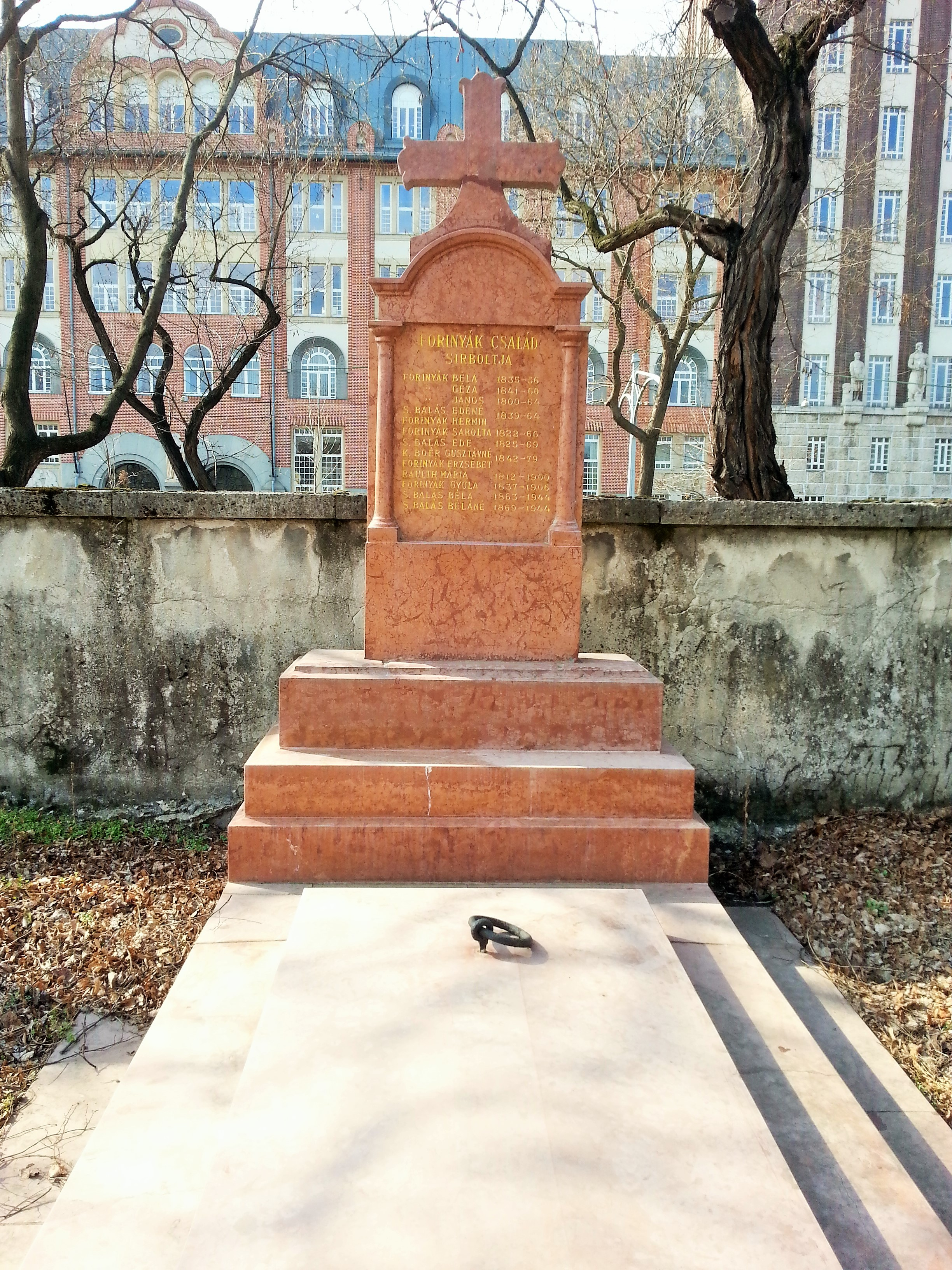
Sírja a Fiumei úti sírkertben (Bal oldali falsírboltok, B-4)

## Élete
Pesti patrícius család gyermeke. Apja, Forinyák János ügyvéd volt, anyja Tucsányi Karolina, bátyja, Forinyák Gyula hivatásos katonatiszt, aki cs. és kir. altábornagyként József Károly főherceg honvédfőparancsnok vezénylő helyettese, a főrendiház örökös tagja lett. Sógora volt Pekáry József, magyar királyi államrendőrségi főkapitány-helyettes.
A gimnázium első négy évét a piaristák bécsi Löwenburg-féle konviktusában végezte, majd 1854-től tanulmányait – a IV. osztályt ismételve – a pesti piaristáknál folytatta, ahol 1859-ben érettségizett. Ezt követően jogot hallgatott a pesti egyetemen.

## Halálának körülményei
Az 1850-es évek végére válságba jutott önkényuralom ellen egyre többször tüntetett a pesti ifjúság. 1860. március 15-ére – részben azon fellelkesülve, hogy Toszkána és Modena népe megakadályozta a Habsburg főhercegek uralmának helyreállítását és kimondta csatlakozási szándékát Szárd–Piemonti Királysághoz – az addig csak titokban, szűk körben ünneplő pesti egyetemi diákság a forradalom méltó megünneplésére készült. Az évfordulót megelőző napon a rendőrség őrizetbe vett több szervezőt és a velük szoros kapcsolatot tartó Táncsics Mihályt, de a tüntetést megakadályozni nem tudta.
Másnap reggel az egyetemisták – a rektori tiltás ellenére – gyászmisét akartak mondatni az 1848–49-es forradalom és szabadságharcban elesett honvédekért. A rendőrség elállta az előbb a belvárosi, majd a pesti ferences templomba érkező fiatalok útját. Ezután a nemzeti viseletet és gyászkarszalagot viselő diákok a Széna téri (ma: Kálvin tér) református templomban gyülekeztek, ahonnan egy imát követően, hazafias dalokat énekelve, a régi ferencvárosi temető felé vették az irányt, hogy ott a honvédek és kivégzett vértanúk sírját megkoszorúzzák. A diákokhoz munkások és iparosok százai csatlakoztak.
A temető előtt erős rendőri és szuronyt szegező katonakordon állta útjukat. Néhány fő elfogása után a tömeg – hogy elkerülje a nagyobb összetűzést – szétoszlott és a Kerepesi temető előtt gyülekezett, ahol ugyancsak kordon állta útjukat. A hazafias dalokat éneklő tömegből egy, a szalagfelírás szerint a hazáért elvérzettek emlékének szánt koszorút dobtak át a temető kerítésén. Mivel a tömeg nem akart szétoszlani, és megkísérelte a közben elfogottakat kiszabadítani, a katonák előbb szuronyt használtak, majd lőttek. Hárman sebesültek meg, köztük a másodéves joghallgató Forinyák Géza, akinek térdét roncsolta egy golyó. A sebesülteket – más elfogottakkal együtt – magukkal vitték a rendőrök.
Forinyák a Szent Rókus Kórházba került, de közben olyan sok vért vesztett, hogy életét nem tudták megmenteni; kétheti szenvedés után, 1860. április 2-án elhunyt.

## Temetése
Már a sebesülés után felháborodás söpört végig a városon. Az elkövetkező napokban az emberek százai tódultak az ifjúság találkozóhelye, a Fillinger kávéházhoz, ahol szorongva olvashatták a súlyosan sebesült diák állapotáról kifüggesztett, egyre aggasztóbb jelentéseket.
Mult szerdán, april 4-én délután kisértük az örök nyugalom helyére Forinyák Géza joghallgatót, ki a márczius 15-iki eseménynek lőn sajnos áldozata. Oly nagyszerű temetést, minő ez volt, csak igen ritkán, kivételkép lehet látni. A gyászszertartás d. u. 4 órakor kezdődött, de már 2 órakor temérdek sokaság gyűlt össze a nádor utczai 7. számú ház előtt, hol a boldogult holtteste feküdt. A néptömeg lassankint beláthatlan sokasággá szaporodott, ugy hogy számát bízvást tehetjük 25—30 ezerre. Mindenki, akit csak elhárithatlan akadály nem gátolt, sietett a 19 éves korában elhunyt ifjúnak megadni a végtiszteletet; koporsója körül nagy számmai gyűltek össze főrangú hölgyeink és uraink, az egyetemi ifjúság, irók, művészek, ügyvédek s a főváros minden osztálya. Megható látványt nyújtott, a gyászkiséret azon része, mely a koporsó előtt a fáklyavivők két hosszú sora közt lépdelt; együtt volt itt a főváros dísze, virága, tetőtől talpig magyarosan öltözve nők ugy, mint férfiak. A hölgyek (többnyire főranguak) gyászba voltak öltözve. A roppant gyászkiséret a fürdő-és Dorottya utczán, a Kristóf és Szervita-téren, az uri- és hatvani-utczán át haladva ért a kerepesi-utra, mindenütt a legszebb rendet tartva. A koporsót deli ifjak vitték Szent-Mihály-lován ki egészen a temetőbe, hova a gyászkiséret legnagyobb része is gyalog kiséré az elhunyt ifjú hűlt tetemeit. Sirja temérdek koszorúval lőn elhalmozva.
Az április 4-én megtartott temetés nagyarányú tüntetésre adott alkalmat; azon Pest-Buda lakosságának közel egynegyede, mintegy 50 000 fő vett részt, főnemesek, egyetemisták, írók, művészek, ügyvédek, polgárok és mesterlegények – gyakorlatilag a főváros minden társadalmi osztálya képviseltette magát. A „tetőtől talpig magyarosan öltözött” gyászmenet a Nádor utcából vonult a Kerepesi temetőbe. Fiatalok vitték vállukon a koporsót, melyre a feszület előtt nagy virágkoszorú, mögötte pedig babérfüzér és nemzeti szalag volt tűzve, s ötven fáklyás vette körül. A rendfenntartást mintegy 70 fő vállalta. A temetőben a tömeg elénekelte a Szózatot, majd többször éltették Forinyákot. Sírját temérdek koszorú borította.
A rendőrség neszét vette március 15-e tervbe vett megünneplésének, s mindjárt nagy készültséggel vonult fel a tüntetés megakadályozására. Az állítólag ötszáz főre tehető, többnyire nemzeti viseletet és gyászkarszalagot öltött egyetemi ifjúság előbb a belvárosi, majd a ferences rendi templomba akart vonulni, de mindkettőt a rendőrségtől elzárva találván, végre az udvari ajtón át a Széna téri evangélikus református templomba gyűlt, ott rövid ájtatosságot végezvén, egy hazafias dalt énekelt, azután pedig útját a ferencvárosi temetőnek vette. A rendőrség, itt is, megelőző közbelépésével szétoszlásra kényszerítette a tüntetőket, mire ezek a Kerepesi temető kapujánál gyűltek össze ismét, s ezt is csukva találván, egy, a szalagfelirás szerint a hazáért elvérzettek emlékének szánt koszorút dobtak be a kerítésen, s ismét egy dalt énekeltek... Miután a ferencvárosi temetőnél néhány elfogás történt, s ez itt is megismétlődött, s minthogy az ifjak szétoszlani nem akartak, sőt, állítólag erőszakkal, ki akarták szabadítani az elfogottakat, a fegyveres rendőrség előbb szuronyát használta, majd lőtt, minek következtében Forinyák Géza másodéves jogász térdén súlyosan, két másik könnyen megsebesült, s összesen tizennégy letartóztatás történt. Forinyákot a Rókus kórházban azonnal kezelésbe vette Kovács József főorvos,... ki a nagy vérveszteség miatt a sebesült állapotát már akkor aggasztónak nyilvánította...

## Emlékezete
Míg az 1860. március 15-ei tüntetés a fiatalság elszigetelt szervezkedésének volt tekinthető, addig a temetésen megjelent tömeg néma demonstrációja a szabadságharc leverése utáni önkényuralom időszakának legnagyobb Habsburg-ellenes tüntetésévé vált, és minden bizonnyal hozzájárult ahhoz, hogy Ferenc József kiadja az októberi diplomát és, hogy a későbbiekben március 15-e nemzeti emléknap jellege megerősödjön.
Az egyetemisták – különösen a joghallgatók – mártírként tisztelték őt: neve a megélénkülő politikai viták és a szaporodó tüntetések során közszájon forgott. Halálát követően minden március 15-én és november 1-jén megemlékeztek róla. 1862. március 15-én például mintegy 200 pesti fiatal ment ki a Kerepesi temetőbe, ahol Forinyák sírjánál egy fiatalember a következőket mondta: „vegyetek példát, e honnak egy védőjét vesztettétek itt, aki érte vérével áldozott”. Elénekelték a Szózatot, a fejfára  pedig a következő verset írták: „Meghalni a honért szép dolog, bár volna ezer oly ifjú, mint te, akkor volna szép hazánk boldog. Itt volt egy hű honleány, Nagy Betti”.
Barabás Miklós még abban az évben litográfiát készített az elhunytról, amely hamar népszerűvé vált és csaknem minden korabeli magyar háztartásba eljutott.
Ma utca őrzi a nevét Budapest IX. kerületében, a Könyves Kálmán körúttól L-alakban a Pékerdő utcáig. Ferencvárosban 1950-ig is volt Forinyák utca, a Ferenc József laktanya mellett, az Üllői út és a Gyáli út között, mígnem a laktanya kiterjesztésével az utca megszűnt.
Halálának 140. évfordulóján, azon a helyen, ahol valaha a Ferenc József laktanya melletti Forinyák utca húzódott, a Bolyai János Katonai Műszaki Főiskola fiataljai Forinyák arcmását megörökítő kopjafát állítottak a volt joghallgató emlékére.
Síremléke a kerepesi temetőben a bal oldali falsírboltok 4. helyén (B.4) található, bátyjáéval együtt.
Arany László a hűbele-balázsság áldozataként emlékezett meg róla A délibábok hőse (1872) című verses regényében:
| ... Szentül hivé, hogy a hon lángralobban, Mihelyt lehull az első szikra tűz; És lelkesít, lázít, nyíltan s titokban, És zajra zajt, zavart zavarra űz; Szózattal ajkán, csákánnyal marokban, Rendőrcsapattal is, ha kell, kitűz: Ez vala akkor honfias divat, Míg meg nem bánta egy pár áldozat. | Megbánta néhány. Egy nem bánhatá meg: Szegény Forinyák, ő elvérezett; A tréfa árát éltével adá meg; Vakot vetett a sors s ő elveszett; Halálát fegyver nem bosszulhatá meg, Őrizze meg nevét emlékezet: Egy mult időnek lett vég áldozatja, Nem, mint hivők, jövőnk első halottja. |